# Aragvi
De Aragvi (Georgisch: არაგვი) is een 112 km lange rivier in Georgië met een stroomgebied van 2.740 km². De historische Georgische Militaire Weg volgt vanaf de Dzjvaripas het dal van de (Witte-)Aragvi naar Mtscheta, waar de rivier samenvloeit met de Mtkvari (Koera).

## Beschrijving
De Aragvi heeft een viertal bronrivieren, die allemaal "aragvi" ("rivier") in de naam hebben en vernoemd zijn naar de streek waar ze hun bron hebben: Mtioeleti, Goedamakari, Chevsoeretië en Psjavi.
Bij Pasanaoeri vloeien de twee belangrijkste bronrivieren samen: de Mtioeleti-Aragvi en de Goedamakari-Aragvi. Aan deze twee wordt ook wel gerefereerd als respectievelijk Tetri (Witte) en Sjavi (Zwarte) Aragvi. De rivier stroomt vanaf hier als Aragvi verder in zuidoostelijke richting naar het Zjinvali-reservoir, waar de Psjavi-Aragvi zich bij de Aragvi voegt. De Psjavi-Aragvi heeft op zijn beurt de Chevsoer-Aragvi als belangrijke zijrivier.
De waterkrachtcentrale in de Aragvi bij Zjinvali voorziet in een groot deel van de Georgische energiebehoefte. De in 1986 gebouwde dam creëerde het Zjinvali-reservoir, dicht bij het Ananoeri-kasteel. Vanaf Zjinvali stroomt de Aragvi zuidwaarts naar Mtscheta, waar de rivier samenvloeit met de Mtkvari (Koera).
Dit betekent ook dat er vier verschillende hoofdbronnen van de Aragvi zijn die allen liggen in of direct naast de hoofdkam van de Grote Kaukasus. Deze bronnen zijn van west naar oost: het Keli vulkanisch hoogland (Sjerchotaberg) bij de grens met Zuid-Ossetië, het Tsjaoechimassief en de bergen Archoti en Borbalo. De Mtioeleti-Aragvi wordt als langste tak gezien als de hoofdbron van de rivier.
| Naam                               | Bron                                                   | Coördinaten         | Samenvloeiing met  | Plaats               |
| ---------------------------------- | ------------------------------------------------------ | ------------------- | ------------------ | -------------------- |
| Mtioeleti-Aragvi (Witte Aragvi)    | Keli vulkanisch hoogland ten noordwesten van Goedaoeri | 42.531448,44.395888 | Goedamakari-Aragvi | Pasanaoeri           |
| Goedamakari-Aragvi (Zwarte Aragvi) | Tsjaoechi op de grens van Goedamakari en Kazbegi       | 42.529705,44.792400 | Mtioeleti-Aragvi   | Pasanaoeri           |
| Chevsoer-Aragvi                    | Archotiberg                                            | 42.554040,45.019813 | Psjavi-Aragvi      | bij het dorp Motsmao |
| Psjavi-Aragvi                      | Borbaloberg / Andakipas                                | 42.429463,45.199818 | Aragvi             | Zjinvali-reservoir   |

## Galerij

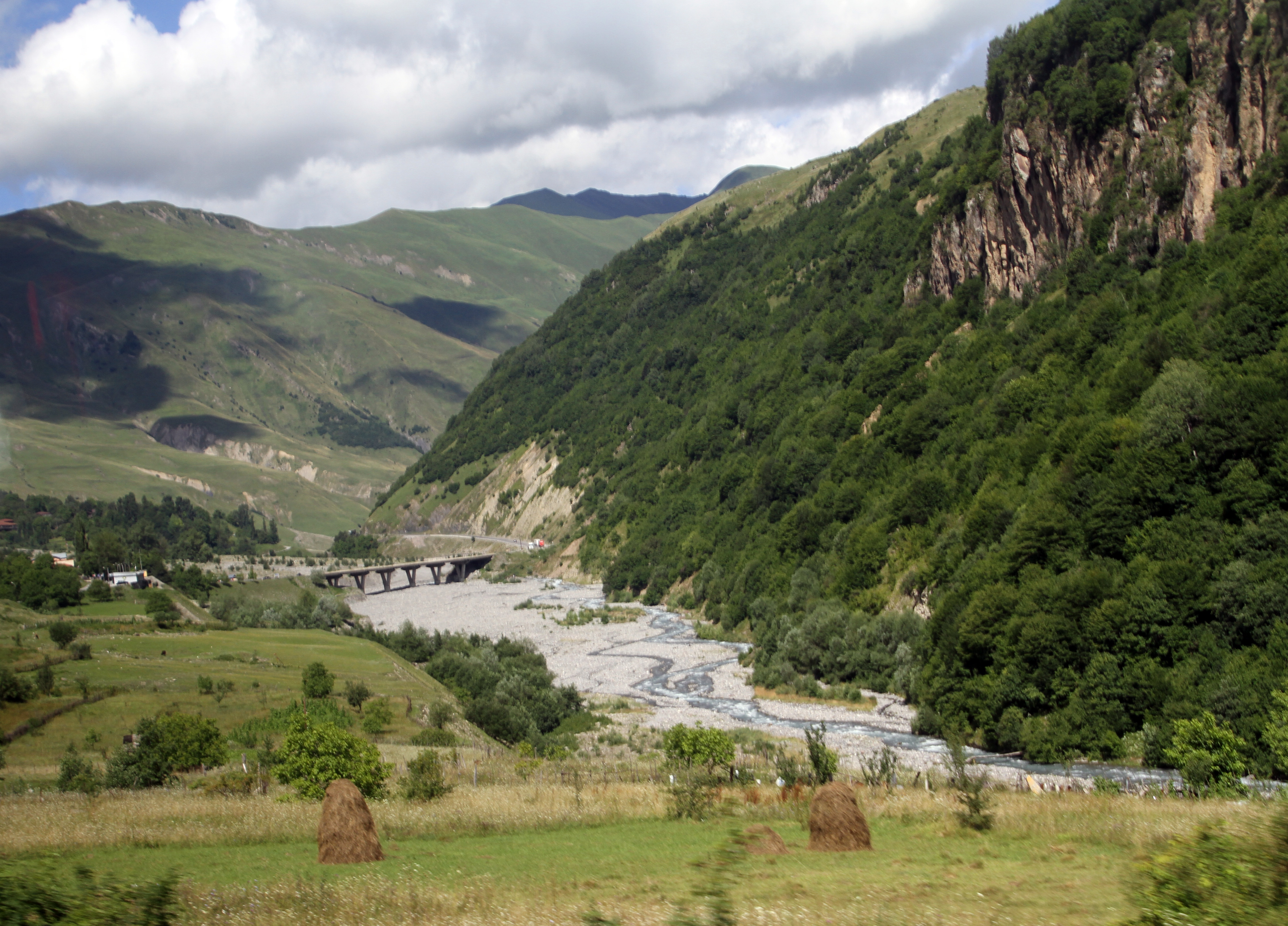
Bovenloop van de Aragvi
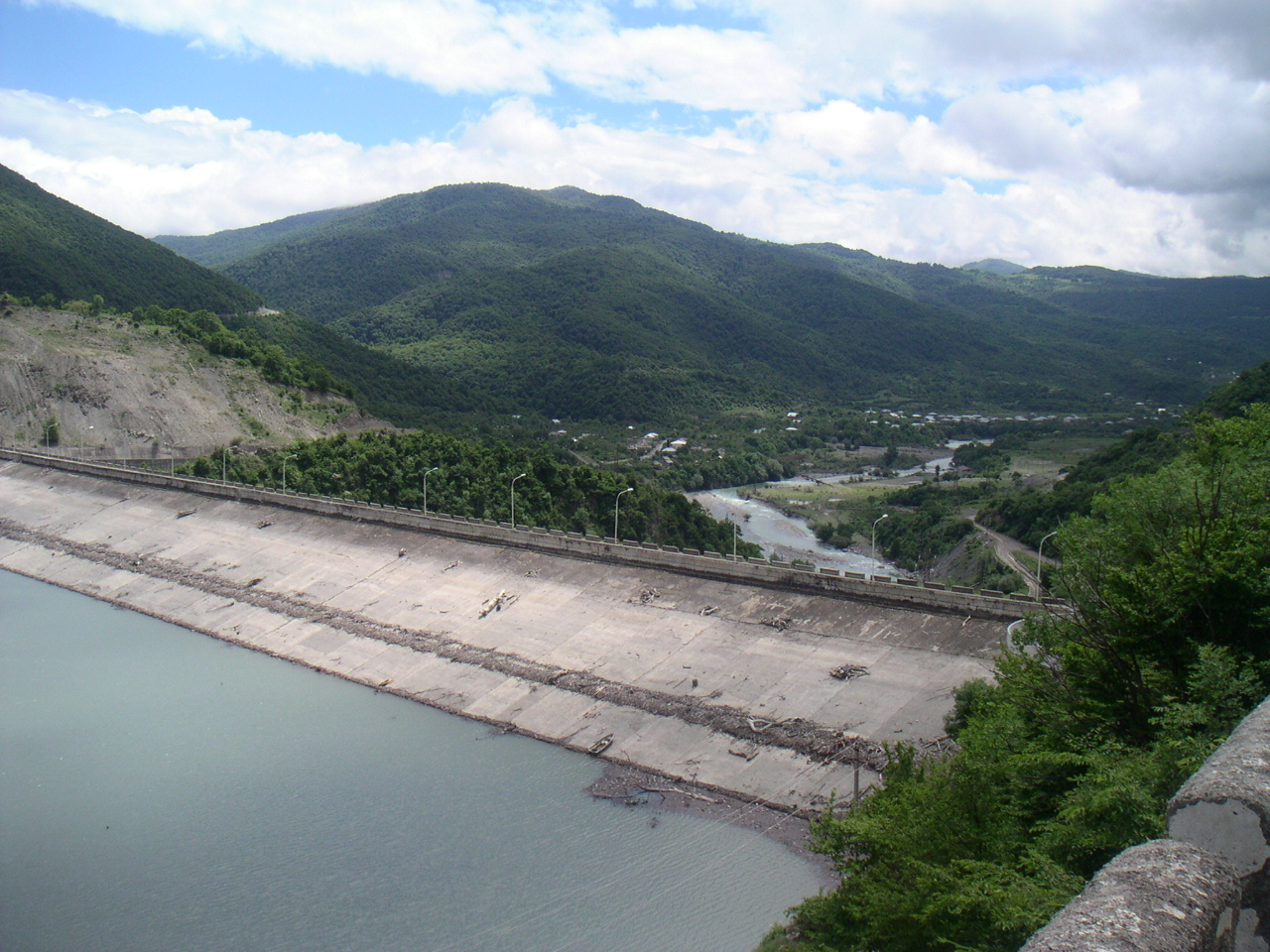
Dam in de Aragvi
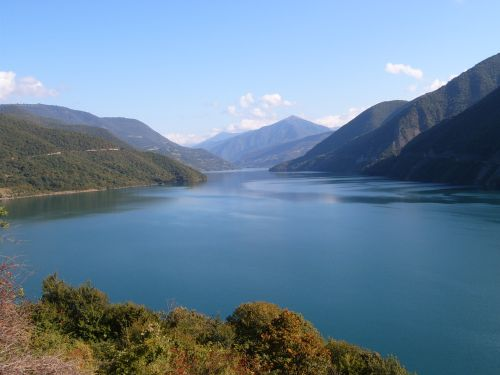
Zjinvali-reservoir
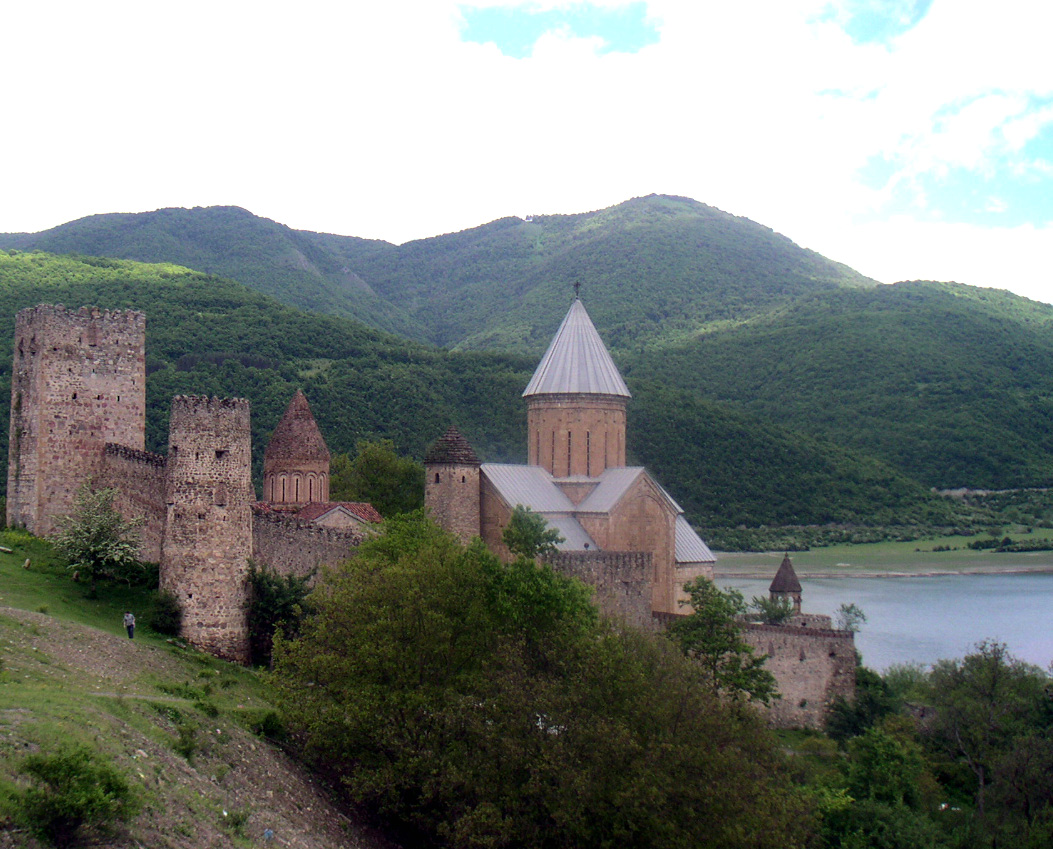
Kasteelcomplex Ananoeri
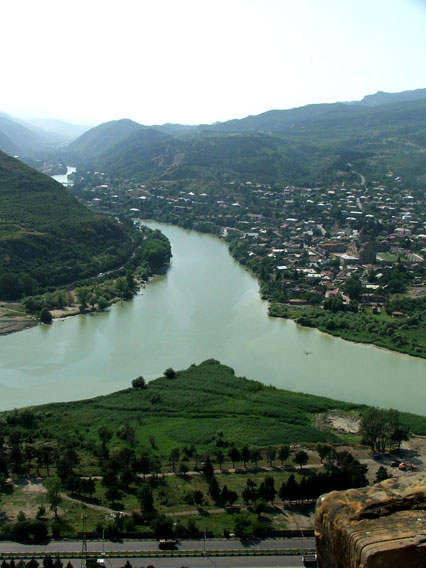
Monding in de Mtkvari